# Українсько-папуанські відносини
Українсько-папуанські відносини — відносини між Україною та Незалежною державою Папуа Новою Гвінеєю.
Між країнами поки що немає дипломатичних відносин. В 2022 році міністром закордонних справ Папуа Нової Гвінеї став Джастін Ткаченко, політик українського походження. Країни оголосили про намір встановини відносини.
Справи Папуа Нової Гвінеї в Україні представляє посол Австралії.

## Історія
Протягом 2014 року та починаючи з 2019 роки Папуа Нова Гвінея послідовно підтримує Україну при голосуваннях у ГА ООН, незважаючи на відсутність дипломатичних відносин між двома країнами.
Папуа Нова Гвінея підтримала позицію України при голосуванні щодо резолюцію ГА ООН «Територіальна цілісність України» від 27.03.2014 р. та резолюцію ГА ООН «Ситуація з правами людини в Автономній Республіці Крим та м. Севастополь, Україна» від 16.12.2020. ПНГ також голосувала «За» резолюції ГА ООН «Проблема мілітаризації автономної Республіки Криму та м. Севастополя, Україна, а також частини Чорного та Азовського моря» від 9.12.2019, 7.12.2020 та 9.12.2021.

## Торгівля
За даними Державної митної служби України, за 2022 рік обсяг двосторонньої торгівлі товарами склав 258 тис. дол. США (експорт: 62 тис. дол. США, імпорт: 196 тис. дол. США).